# Elecciones al Congreso de los Diputados de abril de 2019 (Navarra)
Las elecciones al Congreso de los Diputados de 2019 se celebraron en la Comunidad Foral de Navarra el domingo 28 de abril, como parte de las elecciones generales convocadas por Real Decreto dispuesto el 4 de marzo de 2019 y publicado en el Boletín Oficial del Estado el día siguiente. Se eligieron los 5 diputados del Congreso correspondientes a la circunscripción electoral de Navarra, mediante un sistema proporcional (método d'Hondt) con listas cerradas y un umbral electoral del 3%.

## Resultados
Los comicios depararon 2 escaños a la coalición Navarra Suma y al Partido Socialista Obrero Español y 1 a Unidas Podemos.
| Candidatura                                          | Candidatura                                          | Votos   | %                                       | Escaños                                 |
| ---------------------------------------------------- | ---------------------------------------------------- | ------- | --------------------------------------- | --------------------------------------- |
|                                                      | Navarra Suma (NA+)                                   | 119 106 | 29,09                                   | 2                                       |
|                                                      | Partido Socialista Obrero Español (PSOE)             | 95 901  | 23,42                                   | 2                                       |
|                                                      | Unidas Podemos (UP9                                  | 77 128  | 18,84                                   | 1                                       |
|                                                      |                                                      |         |                                         |                                         |
| Euskal Herria Bildu (EH Bildu)                       | Euskal Herria Bildu (EH Bildu)                       | 46 640  | 12,77                                   | 0                                       |
| Geroa Bai (GBai)                                     | Geroa Bai (GBai)                                     | 22 150  | 6,06                                    | 0                                       |
| Vox (Vox)                                            | Vox (Vox)                                            | 17 660  | 4,83                                    | 0                                       |
| Partido Animalista Contra el Maltrato Animal (PACMA) | Partido Animalista Contra el Maltrato Animal (PACMA) | 3289    | 0,90                                    | 0                                       |
| Recortes Cero-Grupo Verde (R0-GV)                    | Recortes Cero-Grupo Verde (R0-GV)                    | 1284    | 0,35                                    | 0                                       |
| Por un Mundo más Justo (PUM+J)                       | Por un Mundo más Justo (PUM+J)                       | 1187    | 0,32                                    | 0                                       |
| Votos válidos                                        | Votos válidos                                        | 361 596 | 100,00                                  | 6                                       |
| Votos nulos                                          | Votos nulos                                          | 3693    | Participación: · \| \| 76,29 % \| 5,71% | Participación: · \| \| 76,29 % \| 5,71% |
| Votantes                                             | Votantes                                             | 369 044 | Participación: · \| \| 76,29 % \| 5,71% | Participación: · \| \| 76,29 % \| 5,71% |
| Electores                                            | Electores                                            | 483 727 | Participación: · \| \| 76,29 % \| 5,71% | Participación: · \| \| 76,29 % \| 5,71% |
|                                                      | 76,29 %                                              |         |                                         |                                         |

## Diputados electos
Relación de diputados electos:
| N.º | Nombre                      | Lista | Lista |
| --- | --------------------------- | ----- | ----- |
| 1   | Sergio Sayas López          |       | NA+   |
| 2   | Santos Cerdán León          |       | PSOE  |
| 3   | Ione Belarra Urteaga        |       | UP    |
| 4   | Carlos García Adanero       |       | NA+   |
| 5   | María Concepción Ruiz López |       | PSOE  |